# Elverum Håndball
El Elverum Handball es un equipo de balonmano noruego de la ciudad de Elverum que en la actualidad juega en la Liga de Noruega de balonmano.

## Palmarés
- 13 Liga de Noruega de balonmano: 1995, 2008, 2012, 2013, 2014, 2015, 2016, 2017, 2018, 2019, 2020, 2021, 2022
- 1 Copa de Noruega de balonmano: 2010

## Plantilla 2024-25
|  | Goalkeepers - 01 Rickard Frisk - 12 Scott Lucian Wolkoff - 24 Vegard Bakken Øien Wingers LW - 21 Eirik Kulvedrøsten Soløst - 33 Sindre Heldal RW - 06 Simen Søgaard - 07 Kasper Lien Line players - 05 Kristian Hübert Larsen - 19 Oscar Theodor Uliana Starck - 20 Endre Langaas | Back players LB - 17 Erik Thorsteinsen Toft - 25 Kristian Jakobsen Stranden CB - 14 Mathias Larson - 18 Håkon Bratvold Ekren - 27 Péter Lukács RB - 09 Patrick Helland Anderson - 45 Benjamin Berg |